# Jan Mayen forrópont

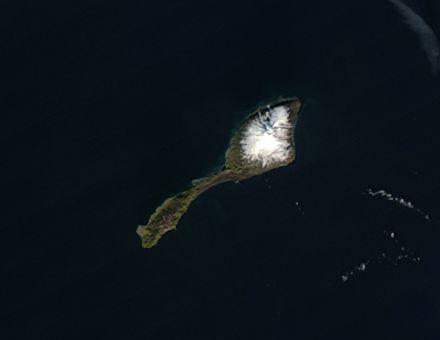
A forrópont feletti sziget a világűrből nézve

A Jan Mayen forrópont egy tektonikus képződmény, úgynevezett köpenyfeláramlás, ami a Jan Mayen-sziget kialakulásáért és a rajta folyó vulkáni tevékenységért felelős. Jelenlegi aktivitása a Beerenberg vulkán környékén tapasztalható. Az Izlandi forróponttal együtt a Közép-Atlanti-hátság felett található, de Izlandnál jóval fiatalabb.

## Elhelyezkedés
A forrópont a Jan Mayen-sziget alatt helyezkedik el, Izlandtól északkeleti, Norvégiától nyugat-északnyugati irányban. A jelenlegi feláramlási középpont a Beerenberg vulkántól nagyjából északi irányban található a legutóbbi kitörésekre alapozva.
A sziget maga a Jan Mayen-hátság északi végén található, buzogányra emlékeztető sziklatömb. A környező törésvonal-rendszer alapján a geológusok a Jan Mayen-sziget körüli területet mikrokontinensnek tekintik.

## Történet
A forrópontból származó hamut a grönlandi és norvég kainozoikumi rétegekben sikerült kimutatni, ez alapján a forrópont pár tízmillió éves lehet. Több hamulerakódást is találtak a környező szárazföldek eocén, miocén és oligocén korú rétegeiben. A kitörési centrumok lassan mozognak észak-északnyugati irányban, a sziget fő tengelyével párhuzamosan. Ez a tengermélyi forrópontokra jellemző szigetívek kialakulását jelenti.
A jelenlegi elképzelések szerint a Jan Mayen forrópont szoros összefüggésben van az Izlandi forróponttal.